# Hapigia hapygia
Hapigia hapygia är en fjärilsart som beskrevs av Felder 1874. Hapigia hapygia ingår i släktet Hapigia och familjen tandspinnare. Inga underarter finns listade i Catalogue of Life.